# Lontano da casa (film 1989)
Lontano da casa (Far from Home) è un film statunitense del 1989 diretto da Meiert Avis.

## Trama
Joleen è una quattordicenne in viaggio con il padre nel deserto statunitense. Ad un tratto la loro auto rimane a secco nel bel mezzo del Nevada ed i due devono riparare in un villaggio. Nel paese si aggira da tempo uno psicopatico che sta mietendo vittime a ripetizione: anche Joleen entra presto nel suo mirino.